# Полтавский дендропарк
Полтавский дендропарк — единственный ландшафтный парк в городской черте Полтавы, памятник садово-паркового искусства Украины общегосударственного значения.

## История
Существовавший на месте поля Полтавской битвы лесной массив пострадал во время боевых действий Великой Отечественной войны в 1941 году и был вырублен в ходе лесозаготовок во время немецкой оккупации 1941—1943 гг.

### 1962 - 1991
4 марта 1962 года Совет министров УССР принял решение о создании образцовых парков в областных центрах республики, в соответствии с которым было предусмотрено создание дендрологического парка в Полтаве. План парка проектировали главный архитектор города Л. С. Вайнгорт, ландшафтный архитектор В. В. Жихарев и дендролог Я. Я. Яценко, консультантом выступил заведующий отделом дендрологии Ботанического сада АН УССР профессор Л. И. Рубцов. Закладка парка в районе поля Полтавской битвы у предместья Яковцы состоялась в апреле 1962 года в дни коммунистического субботника жителями города (только за первые два дня, 13-14 апреля 1962 года было заложено 17 гектаров и в этих работах участвовали 10 тысяч человек), в следующие годы посадки продолжались.
В создании и улучшении парка активное участие принимали сотрудники и учащиеся Полтавского сельскохозяйственного института и Полтавского сельскохозяйственного техникума им. А. С. Макаренко. В пополнении коллекции растений участвовали жители Велико-Тырново (участвовавшие в торжественных мероприятиях в связи с 800-летним юбилеем Полтавы в 1974 году).
27 июля 1977 года парк, имевший в то время площадь 111 гектаров, получил статус памятника садово-паркового искусства республиканского значения.
В связи с проведением в сентябре 1987 года Всесоюзного конкурса парков, были проведены работы по дополнительному улучшению парка, после завершения которых 12 июля 1987 года, в День города, состоялось официальное открытие обновлённого ландшафтного парка, композиции и формы малой парковой архитектуры в котором были созданы мастерами-озеленителями. Общая площадь парка составила 140 гектаров, на его территории находились три пруда, дендрарий, росли свыше 100 видов и подвидов деревьев и кустарников (в том числе, коллекция сортов сирени, несколько видов цветущих спирей, более десяти видов клёна, несколько видов дуба, японская вишня, гледичия, сосна веймутова, черёмуха, акация, тамариск). По результатам Всесоюзного конкурса 1987 года, парк получил одну серебряную и две бронзовых медали ВДНХ СССР и занял второе место среди парков СССР.

### После 1991
После провозглашения независимости Украины парк получил статус памятника садово-паркового искусства Украины общегосударственного значения и был передан на баланс коммунального предприятия "Декоративные культуры".
В 2008 году было принято решение о строительстве дороги по территории парка, что вызвало протесты среди жителей города. В 2008 году учителя и ученики Полтавской школы-гимназии № 9 начали экологический проект возрождения парка, к которому присоединились другие горожане, общественные организации и городская администрация. В 2009 году через парк была проложена дорога, что привело к загрязнению парковой территории бытовым мусором.
В 2009-2010 годы начались работы по восстановлению парка, в результате которых в апреле 2010 года была посажена живая изгородь из 3 тысяч ёлочных саженцев. Летом 2010 года была установлена бетонная ограда у центрального входа в парк.
В мае 2011 года секретарь Полтавского городского совета О. А. Деркач озвучила предложение о создании дирекции парка с целью способствовать превращению парка в место отдыха жителей города.
В связи с 50-летним юбилеем дендропарка в 2012 году, по решению Полтавского городского совета в апреле 2012 года был проведён общегородской субботник по очистке территории парка, а в августе 2012 года из городского бюджета Полтавы было выделено 225 тыс. гривен на реконструкцию дендропарка.
В сентябре 2013 года денежные расходы на продолжение реконструкции парка оценили в размере 3,18 млн. гривен.
28 апреля 2016 года была изменена схема патрулирования парковой территории - вместо пеших патрулей патрульно-постовой службы в парке были введены два патруля патрульной службы Национальной полиции Украины на велосипедах.